# 두물머리 나들목
두물머리 나들목(Dumulmeori IC)은 경기도 양평군 양서면에 설치된 수도권제2순환고속도로의 31번 나들목이다. 하이패스 전용 나들목이기 때문에 두물머리 하이패스 나들목이라고도 불리며, 건설 당시 가칭은 서양평 나들목이었다.
본래 수도권제2순환고속도로 화도 분기점 ~ 양평 나들목 구간 착공 당시에는 없었던 나들목이었으나, 2018년 7월 5일에 나들목 설치가 확정되었으며, 2023년 5월 31일에 개통되었다.

## 연혁
- 2018년 7월 5일 : 나들목 설치 확정[1]
- 2023년 5월 31일 : 수도권제2순환고속도로 조안 ~ 양평 구간 개통과 함께 통행 개시[2]

## 구조물 정보
- 위치 : 경기도 양평군 양서면

## 접속하는 도로
- 목왕로